# MW Большого Пса
MW Большого Пса (лат. MW Canis Majoris), HD 57119 — двойная звезда в созвездии Большого Пса на расстоянии (вычисленном из значения параллакса) приблизительно 1846 световых лет (около 566 парсеков) от Солнца. Видимая звёздная величина звезды — от +8,8m до +8,67m.

## Характеристики
Первый компонент — белая вращающаяся переменная звезда типа Альфы² Гончих Псов (ACV) спектрального класса Ap(Si).